# Endófito
El término endófito quiere decir «dentro de la planta» y se ha usado para referirse a distintos organismos que viven dentro de una planta sin que importara la relación que guardan con ella. Puesto que el término daba pie a confusiones fue necesario definirlo mejor y actualmente se utiliza para referirse a los organismos que en algún periodo de su ciclo de vida habitan dentro de las plantas colonizando sus tejidos sin causar perjuicio aparente.
Casi todas las plantas vasculares examinadas a la fecha presentan organismos endófitos asociados. La planta provee al microorganismo alimento, hospedaje y protección; por su parte, aunque no hay certeza sobre los mecanismos de acción, los endófitos confieren gran potencial adaptativo a las especies vegetales hospederas frente a condiciones adversas que generen estrés, ya sean de tipo abiótico (salinidad, acidez) o biótico (ataque de plagas). Esta simbiosis otorga mayor habilidad competitiva a las plantas y permite una plena expresión de su potencial genético traducido en altas tasas de germinación, mejor densidad, más biomasa en los tejidos y mayor producción de semilla. y que todos estos hongos afectan al metabolismo

## Bacterias endófitas

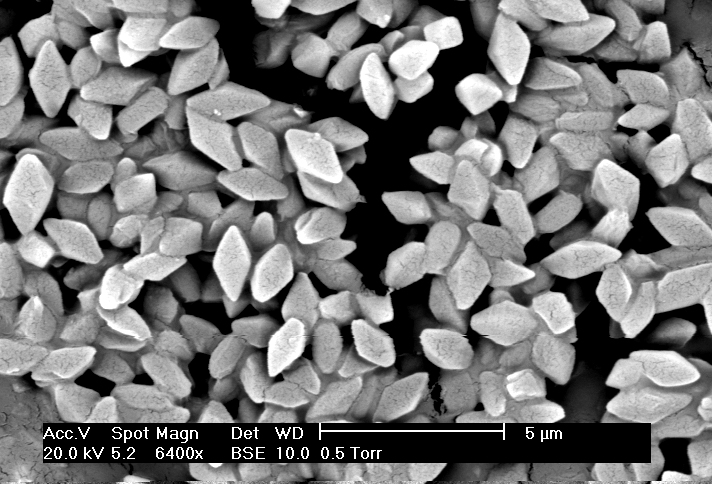
Bacillus thuringiensis endófito de algunas plantas y bacteria que produce toxinas entomopatógenas.

Las bacterias endófitas residen en tejidos de las plantas, principalmente espacios intercelulares, raramente en espacios intracelulares y dentro de tejidos vasculares sin causar síntomas de enfermedad en la planta. Algunos de los géneros que han sido aislados de tejidos vegetales son: Aerobacter, Aeromonas, Agrobacterium, Bacillus, Chryseomonas, Curtobacterium, Enterobacter, Erwinia, Flavimonas, Pseudomonas y Sphingomonas. Las discusiones sobre el origen de las bacterias endófitas y la forma de penetración, además de los mecanismos de colonización, consideran la hipótesis de que se originaron desde semillas, de la rizósfera, de microbiota de filoplano o de material utilizado para la propagación vegetativa. La penetración en la planta puede ocurrir por estomas, heridas, áreas de emergencia de raíces laterales, siendo que estas bacterias pueden producir enzimas hidrolíticas capaces de degradar la pared celular de los vegetales. Estudios moleculares reciente sobre diversidad de bacterias endófitas han revelado una alta riqueza de filotipos, que promueven el crecimiento de las planta, suprimen fitopatógenos, ayudan a remover contaminantes, solubilizan fosfato y contribuyen a la asimilación biológica de nitrógeno. Algunas bacterias pueden tener efectos benéficos en sus plantas hospederas, como promotores de crecimiento, fijadoras de nitrógeno y antagonistas de fitopatógenos.

## Hongos endófitos

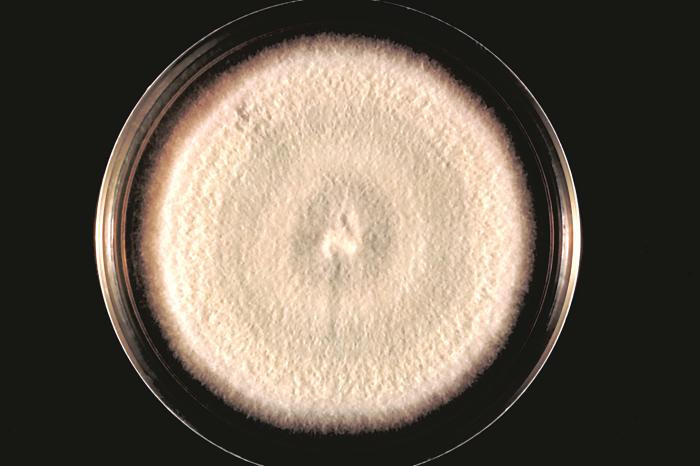
Cultivo de Acremonium sp.

Estos microorganismos endófitos pueden infectar espacios intracelulares, intercelulares o tejidos vasculares. Al parecer estos hongos guardan mucha relación tanto con los fitopatógenos como con los saprotrofos. Se ha propuesto que algunos endófitos pueden ser fitopatógenos que se encuentran en un estado latente y que en situaciones donde la planta se debilita se manifestará su patogenicidad; también se ha dicho que evolutivamente han perdido su virulencia: en las plantas nativas de las zonas donde se encuentra naturalmente el hongo, este se comporta como endófito, sin embargo puede comportarse como fitopatógeno en plantas ajenas a dicho lugar. Con respecto a la relación que guardan con los saprofitos, se ha especulado que podrían ser los endófitos los primeros en comenzar la descomposición de los tejidos vegetales cuando comienza la senescencia de la planta, esto significaría que son saprofitos latentes. Las gramíneas forrajeras son quizás las plantas en las que más se ha reportado la presencia de hongos endófitos. Los endosimbiontes de muchas de las especies de endófitos con frecuencia son agrupados en la familia Clavicipitaceae, cuyos géneros más representativos son Balansiopsis, Atkinsonella, Myriogenospora, Balancia, Epichlöe, Neotyphodium y Acremonium. En este tipo de plantas se ha demostrado que brindan resistencia a herbivoría debido a la producción de metabolitos secundarios que resultan tóxicos o causan mal sabor para los organismos que las consumen. En plantas no gramíneas en ocasiones pueden reducir la incidencia y proteger a las plantas de infecciones causadas por microorganismos patógenos.

## Algas endófitas
Son pocas las algas que han sido reportadas como habitantes del tejido vegetal (planta o alga), sobre todo por el tipo de nutrición redundante entre fotobiontes. En el 2001 se descubrió un alga verde unicelular de la clase Trebouxiophyceae (División Chlorophyta) que es endófita de Ginkgo biloba y que está muy relacionada con la muerte de esta planta. Otros estudios indican que algunas algas pueden ser endófitas de otras algas, como lo es el caso de Acrochaete operculata (Chlorophyta) en Chondrus crispus (Rhodophyta). Algas pardas han sido reportadas como endófitas de Laminaria spp. y particularmente estos organismos han sido atribuidos como importantes patógenos de este género.

## Técnicas de aislamiento
1. Se realizan lavados al material vegetal (hojas, tallos, raíces) con alcohol e Hipoclorito de Sodio, con el fin de esterilizar la superficie y evitar el aislamiento de microorganismos epífitos, fitopatógenos y transitorios. 

2. Los desinfectantes son eliminados mediante los lavados del material vegetal en agua destilada estéril.

3. (a) Para el aislamiento de bacterias se licúa el material vegetal en agua destilada estéril y se realizan diluciones. Estas diluciones se siembran en Agar Nutritivo o medio estándar para conteo en placa (SPC). Se homogeneiza la solución en el medio y se incuba a 30 °C por 2-3 días. (b) Para el aislamiento de hongos se realizan cortes del material vegetal y se disponen en medios nutritivos para hongos (Agar Malta, Agar de Papa y Dextrosa) suplementados con antibiótico. Las cajas de petri se incuban a 25 °C durante 5-10 días.

## Aplicaciones en la industria y la agricultura
Estudios recientes indican que estos organismos, por lo general microorganismos, secretan varios metabolitos secundarios que podrían ser utilizados en la elaboración de productos. Durante los últimos 20 años, estos microorganismos han recibido especial atención debido a su capacidad de proteger a la planta de plagas y patógenos. Hasta la fecha la protección de cultivos se ha enfocado en los productos de síntesis química; aunque se hacen grandes esfuerzos en la búsqueda de alternativas menos agresivas con el ambiente, las soluciones hasta ahora planteadas en muchos casos resultan ser controversiales. Sin embargo, puede que la solución se haya estado gestando por siglos de forma natural a partir de las interacciones entre organismos, tal es el caso de los organismos endófitos.
En la actualidad se han aislado más de 10000 organismos endófitos de plantas herbáceas y árboles, algunos de los cuales se encuentran bajo estudio para ser usados en la agricultura con el objetivo de: mejorar el rendimiento de la producción de las plantas (para promoción de su crecimiento), protegerlas contra enfermedades, y cultivarlas en suelos contaminados por compuestos xenobióticos (con fines de fitorremediación)